# Призренска лига
Призренска лига (још Албанска лига, Албански национални покрет; алб. Lidhja Shqiptare e Prizrenit), скраћени назив војно-политичког удружења под називом Лига (савез) за одбрану права Албанског народа. Ово удружење је у Призрену формирала група Албанаца, 10. јуна 1878, након завршетка рата између Русије, Србије и Црне Горе против Османског царства 1878. године.

## Циљ лиге
О разлозима оснивања и карактеру Призренске лиге постоје веома противречна мишљења.
Албанска историографија сматра Призренску лигу изразом општеалбанског националног покрета. С друге стране, многи сматрају да је Призренска лига један облик манипулације албанским народом у вођењу балканске политике, јер је углавном била инструмент османске политике и политике европских сила. Припаднике ове групе Албанаца, одабране због своје наглашене лојалности Османском царству, су власти Османског царства наоружале и платиле им путне трошкове поводом окупљања у Призрену.
Призренска лига је била у суштини заснована на идеји Велике Албаније, занемарујући права Срба, Словена и Грка. Агресивни противсрпски програм Призренске лиге трајно је оптеретио односе између Срба и Албанаца.

## Призренска лига као продужена рука османске политике
У циљу остваривања интереса Османског царства циљ лиге је било спречавање да области Османског царства у којима је било настањено бошњачко и албанско (углавном муслиманско али и католичко) становништво, припадну Србији или Црној Гори. Овај циљ је Призренска лига требало да постигне борбом за Османско царство и аутономију и уједињење свих територија на којима у Османском царству живе Албанци (независно од тога да ли су у већини или нису).
Чињеница да су се припадници Призренске лиге борили и против Санстефанског и против Берлинског уговора настојећи да очувају интегритет „албанских земаља“, а чувајући интегритет Османског царства давала је довољно разлога за истицање претпоставке да иза Призренске лиге стоји Османско царство. 
Италијански конзул у Скадру Берио, а и остали конзули приметили су „чудне везе званичних органа Османског царства и једног правно нелегалног покрета“. Тако је уочено да је Османско царство платило трошкове албанских делегата за конгрес у Призрену. Османско царство је Призренској Лиги дало оружје и муницију, а у Лигу су улазили елементи наглашено лојални султану.
Албанско становништво је живело у четири османска вилајета: Косовском, Скадарском, Јањинском и Битољском. Лига је на Берлинском конгресу иступала у име албанског народа, борећи се за заштиту граничних територија на које су претендовале суседне земље након завршетка Руско-турског рата (1877—1878) између Русије, Србије и Црне Горе против Османског царства. Централна личност ове лиге је био Али-паша Гусињски, који је стекао велики углед својим успесима у биткама против војске Књажевине Црне Горе 1855, 1879. и 1880. године.

## Неуспех Призренске лиге на Берлинском конгресу
Призренска лига је упутила меморандум Берлинском конгресу којим се од великих сила тражи признање националног идентитета Албанаца и аутономије Албаније унутар Османског царства. Уз акцију кроз меморандуме, Призренска лига је послала и делегацију под вођством Абдул-беја Фрашерија и Мехмета Али Врионија у Беч, Берлин, Париз, Лондон и Рим. Циљ делегације био је да објашњава и брани ставове меморандума Призренске лиге. Међутим, Берлински конгрес је игнорисао меморандум Лиге, а немачки канцелар Ото фон Бизмарк је чак заузео став да албанска нација не постоји. Албанској делегацији није дозвољено да учествује на Берлинском конгресу. Територије насељене Албанцима су третиране као део Османског царства, а Албанци као његови грађани.

## Призренска лига почиње да се супротставља Османском царству
Пошто је Османско царство попустило на Берлинском конгресу Призренска лига је ушла у фазу отвореног супротстављања властима. Османске власти су сада покушале да спроведу Берлински споразум, али Призренска Лига се противила настојећи да створи услове за иредентистичке захтеве према Србији и Црној Гори.
Одлукама Конгреса, нека претежно муслиманска насеља као Плав и Гусиње, предата су Црној Гори, док су Србији предата четири округа (Ниш, Пирот, Лесковац и Врање) у којима је живео велики број Албанаца. 
Албанци су били незадовољни, јер су се урушавали њихови снови о Великој Албанији, која би обухватала и крајеве у којима нису већина.
 
Призренска лига се супротставила одлукама Берлинског конгреса да преда Гусиње и Плав Кнежевини Црној Гори због чега је дошло до оружаних сукоба са Црногорцима. Црногорци су водили две битке са добровољцима Лиге, код Новшића и Мурина, али нису успели да савладају отпор Албанаца. Због неспровођења одредаба Конгреса, Црној Гори су понуђене територије Хота и Груда у замену за Плав и Гусиње. Међутим, опет су се супротставили добровољци Лиге и онемогућили предавање територија. На крају су велике силе Црној Гори као компензацију понудиле територију Улциња. Послале су међународну флоту којом су извршиле демонстрацију силе пред Улцињем, ставивши до знања Порти да се међународне одлуке морају извршити. Након тога, енергичном акцијом скадарског команданта разбијен је отпор Лигиних добровољаца, заузет је Улцињ и предат је Црној Гори. Након припајања Црној Гори, велики број Албанаца је прогнан из Подгорице, Спужа, Жабљака, Бара, Никшића и Улциња. Албанци су за највећу неправду Берлинског конгреса сматрали „легализовање српско-црногорског насиља и окупацију албанске земље“. На југу, Лигини добровољци су успели да спрече предавање Грчкој дела Епира.

## Распуштање лиге
Током година борби око граница, Лига је ојачала и почела све одлучније да поставља захтеве Порти. Албанци су захтевали од Османског царства аутономију за Албанце, и уједињење у један вилајет. Порта је ово одбила, и почео је албански устанак 1879. којим је османска власт свргнута у Вучитрну, Призрену, Ђаковици, Приштини, Пећи и другде. Османско царство је послало Дервиш-пашу са војском да разбије устанак, и он од априла 1881. улази у Призрен, Ђаковицу и Пећ. Османско царство је војном акцијом разбило добровољце Лиге, а њихове вође похапсила и послала у прогонство. До краја 1882. интерниран је у Малу Азију око 3.000 Албанаца, с циљем да се потпуно искорени мрежа организација Призренске лиге. Међутим, смирење је било привремено, јер поново избијају немири по пашином повратку у Цариград. Локалне буне ничу 1883. и 1884. године.

## Наслеђе лиге
Активности Призренске лиге су, уз одредбе Санстефанског уговора и Берлинског конгреса, због свог изразито проосманског, муслиманског и антисловенског усмерења, пресудно утицале на заоштравање српско-црногорско-албанских односа. Читав период од 1878. до краја 1912. године ће бити у знаку сталних сукоба и терора Арбанаса-муслимана над српско-црногорским становништвом у Старој Србији. Ове сукобе и терор ће са своје стране подстрекивати и изазивати локалне централне Османске власти, а такође и Аустроугарска, у циљу истребљења српско-црногорског становништва или његовог протеривања. Према Плавој књизи коју је била припремила српска краљевска влада, у периоду од 1890. до 1899. године са Косова и Метохије је побегло преко 60.000 Срба за Србију.
Иако је Призренска лига после априла 1881. године престала да постоји, Албанци су имали важну улогу у Младотурском покрету. Међутим, када су се Младотурци учврстили на власти, нису испунили очекивања Албанаца у погледу аутономије вилајета Османског царства насељених Албанцима, већ су увели строги централизам и турски као једини језик администрације. Ово је изазвало незадовољство и касније побуне Албанаца против Османских власти у Косовском и Скадарском вилајету.

## Оснивачи или истакнути чланови
- Пашко Васа
- Сами Фрашери
- Абдул Фрашери
- Али-паша Гусињски
- Хаџи Зека